# 台中市公車17路
台中市公車17路行駛自草湖至復興八街口，由東南客運營運。本路線主要行駛於中正路與峰谷路，為臺中市政府交通局試辦首條「社區巴士」，使市區公車服務深入相對偏遠社區。在此之前也有原臺中縣政府、臺中市政府補助公車業者行駛郊區路線的前例，如142路、163路、東勢許多路線等。

## 歷史
- 2013年8月30日：通車。[2][3][4][5]
- 2014年4月7日：部份班次行駛路線及站牌、站位修訂。每日「大臺中山莊」開07：00及「草湖」開16：40（原開16：30）繞駛經柳豐路並停靠「光復國中小（柳豐路）」站牌供乘客上、下車。原「大臺中山莊」往「草湖」方向「六股」站牌遷移至＂霧峰區峰谷路21號＂前供乘客上、下車。[6]
- 2014年9月1日：原大臺中山莊之端點，延駛至「復興八街口」，並增設「復興六街口」、「復興八街口」二站。
- 2015年6月22日：增設「新峰橋」站。
- 2016年1月18日：繞駛至峰谷里11鄰並增設「牛城福德祠」（雙邊設站）及「峰谷里11鄰」（單邊共站），並調整發車時刻。[7] [8]
- 2022年8月31日：原「甲寅」更名為「甲寅（中正路）」站。
- 2022年12月15日：調整發車時刻。

## 路線基本資料
單程行車里數約10.9公里，單程行車時間約26分。往返皆37站。
自草湖，沿大里區中興路、霧峰區中正路、峰谷路、復興二街、復興路行駛至復興八街口。

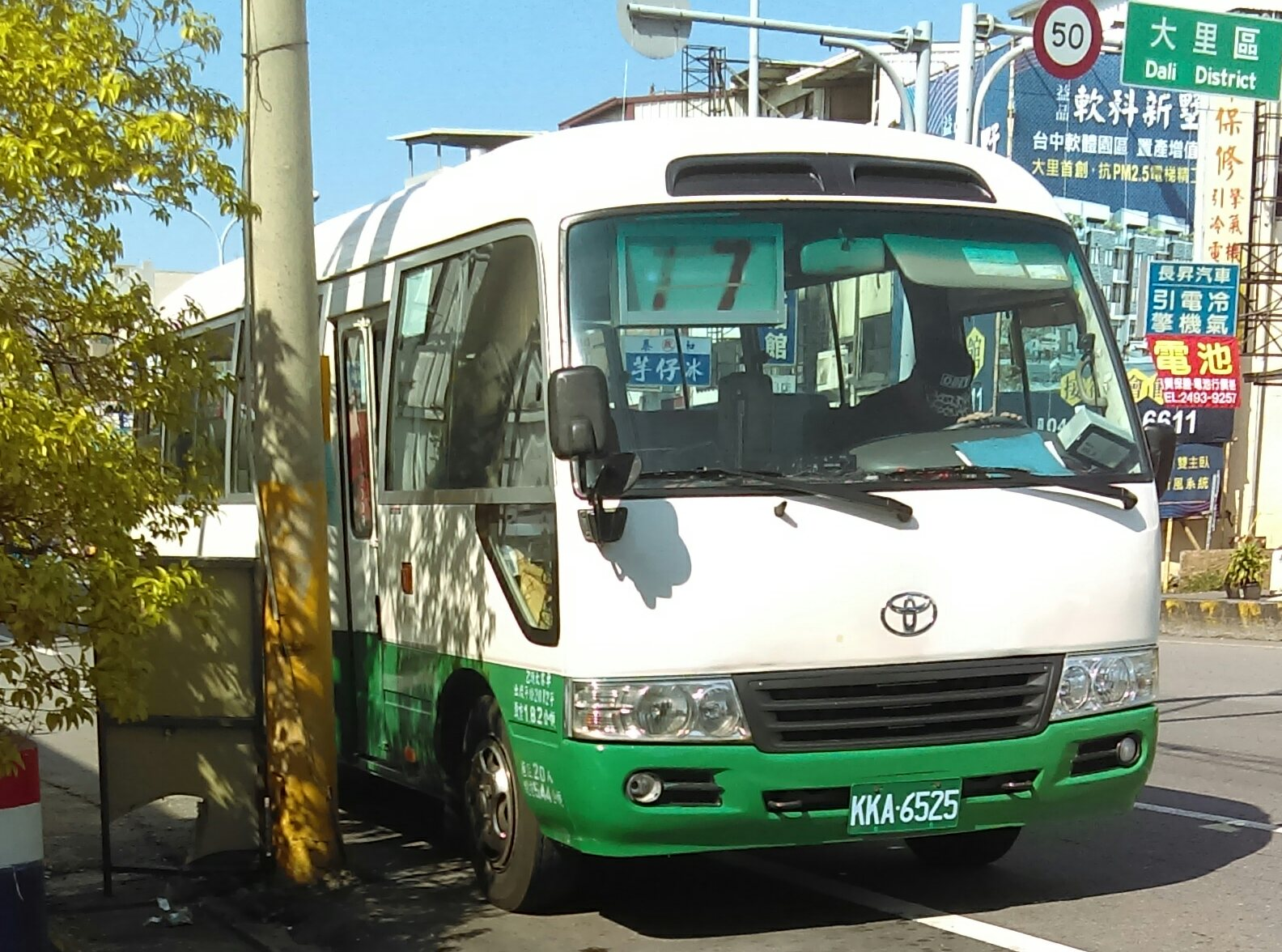
於大里區
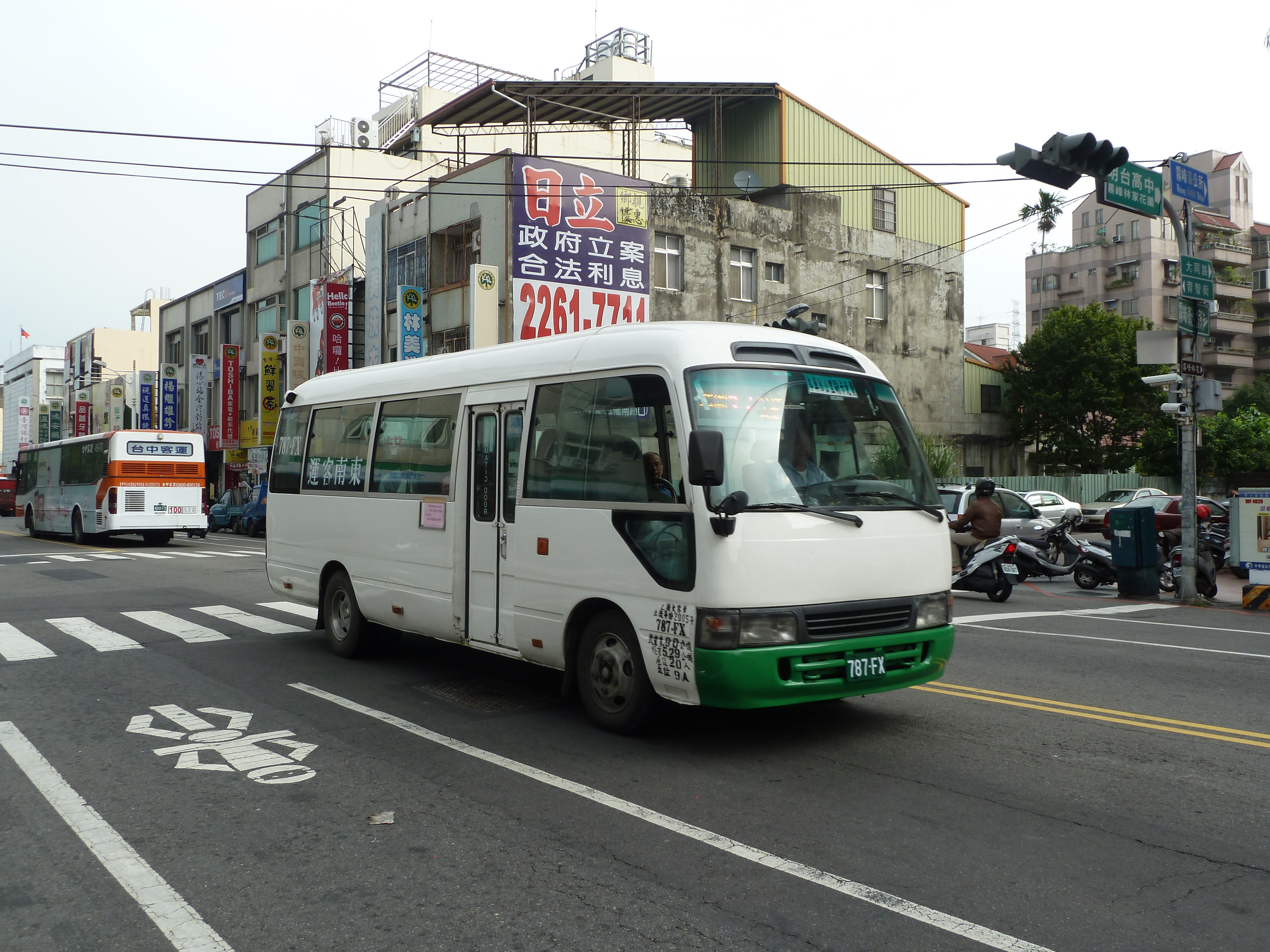
行駛於霧峰區中正路

### 時刻表
- 時刻表僅供參考，請以東南客運網站公告為準。時刻表更新時間為2022年12月15日。

| 台中市公車17路時刻列表                                          | 台中市公車17路時刻列表                                          |
| --------------------------------------------------------------- | --------------------------------------------------------------- |
| 草湖發車                                                        | 復興八街口發車                                                  |
| 平／假日 06:00、07:40、09:10、11:00、12:10、13:40、15:10、18:10 | 平／假日 08:30、09:40、11:40、13:00、14:30、16:00、17:30、19:00 |
| 台中市公車17繞路時刻列表                                        |                                                                 |
| 草湖發車                                                        | 復興八街口發車                                                  |
| 平／假日 16:40                                                  | 平／假日 06:50                                                  |

### 收費
- 一般市區公車（1～999、綠1～綠4）：依里程計費，收費費率為［2.431×搭乘里程數×（1+5%營業稅）］元。
  - 於基本里程8公里內票價為全票20元、半票11元。
  - 兒童、老人、身心障礙者及其陪伴者依規定半票收費，半票收費費率為原收費費率的一半。
  - 市民限定交通卡：前10公里免費，超過10公里部分票價比照收費費率，且上限為10元。
- 小黃公車（黃1～黃25）：免費。
- 幸福公車（梨山1）：票價比照臺中市計程車收費費率，持電子票證刷卡全程免費。
- 市民小巴（市民小巴1～市民小巴4）：票價比照一般市區公車收費費率，持電子票證刷卡全程免費。

### 停站
- 參見右側站牌路線圖，綠色路段表示行駛優化公車專用道。

## 圖片集
- 於大里區
- 行駛於霧峰區中正路